# Circuit de la Sarthe 2015
Il Circuit de la Sarthe 2015, sessantatreesima edizione della corsa, si svolse dal 7 al 10 aprile su un percorso di 648 km ripartiti in 4 tappe (la seconda suddivisa in due semitappe), con partenza a Sablé-sur-Sarthe e arrivo a Le Lude. Fu vinto dal lituano Ramūnas Navardauskas della Team Cannondale-Garmin davanti agli italiani Manuele Boaro e Adriano Malori.

## Tappe
| Tappa  | Data      | Percorso                            | km    | Vincitore di tappa | Leader cl. generale  |
| ------ | --------- | ----------------------------------- | ----- | ------------------ | -------------------- |
| 1ª     | 7 aprile  | Sablé-sur-Sarthe > Varades          | 188,2 | Nacer Bouhanni     | Nacer Bouhanni       |
| 2ª-1ª  | 8 aprile  | Varades > Angers                    | 83,9  | Anthony Roux       | Anthony Roux         |
| 2ª-2ª  | 8 aprile  | Angers > Angers (cron. individuale) | 6,8   | Adriano Malori     | Adriano Malori       |
| 3ª     | 9 aprile  | Angers > Pré-en-Pail                | 190,3 | Manuele Boaro      | Manuele Boaro        |
| 4ª     | 10 aprile | Abbaye de l'Epau > Le Lude          | 178,5 | Nacer Bouhanni     | Ramūnas Navardauskas |
| Totale | Totale    | Totale                              | 648   |                    |                      |

## Dettagli delle tappe

### 1ª tappa
- 7 aprile: Sablé-sur-Sarthe > Varades – 188,2 km

| Pos. | Corridore      | Squadra                | Tempo    |
| ---- | -------------- | ---------------------- | -------- |
| 1    | Nacer Bouhanni | Cofidis                | 4h32'27" |
| 2    | Nathan Haas    | Cannondale             | s.t.     |
| 3    | Raymond Kreder | Roompot Oranje Peloton | s.t.     |

| Pos. | Corridore         | Squadra     | Tempo    |
| ---- | ----------------- | ----------- | -------- |
| 1    | Nacer Bouhanni    | Cofidis     | 4h32'17" |
| 2    | Romain Lemarchand | Cult Energy | a 1"     |
| 3    | Nathan Haas       | Cannondale  | a 4"     |

### 2ª tappa - 1ª semitappa
- 8 aprile: Varades > Angers – 83,9 km

| Pos. | Corridore        | Squadra  | Tempo    |
| ---- | ---------------- | -------- | -------- |
| 1    | Anthony Roux     | FDJ      | 2h04'57" |
| 2    | Quentin Jauregui | AG2R     | s.t.     |
| 3    | Thomas Voeckler  | Europcar | s.t.     |

| Pos. | Corridore        | Squadra | Tempo    |
| ---- | ---------------- | ------- | -------- |
| 1    | Anthony Roux     | FDJ     | 6h37'11" |
| 2    | Quentin Jauregui | AG2R    | a 5"     |
| 3    | Nacer Bouhanni   | Cofidis | a 8"     |

### 2ª tappa - 2ª semitappa
- 8 aprile: Angers > Angers (cron. individuale) – 6,8 km

| Pos. | Corridore            | Squadra       | Tempo |
| ---- | -------------------- | ------------- | ----- |
| 1    | Adriano Malori       | Movistar Team | 7'58" |
| 2    | Alex Dowsett         | Movistar Team | a 9"  |
| 3    | Ramūnas Navardauskas | Cannondale    | a 15" |

| Pos. | Corridore      | Squadra       | Tempo    |
| ---- | -------------- | ------------- | -------- |
| 1    | Adriano Malori | Movistar Team | 6h45'27" |
| 2    | Alex Dowsett   | Movistar Team | a 9"     |
| 3    | Anthony Roux   | FDJ           | a 12"    |

### 3ª tappa
- 9 aprile: Angers > Pré-en-Pail – 190,3 km

| Pos. | Corridore       | Squadra      | Tempo    |
| ---- | --------------- | ------------ | -------- |
| 1    | Manuele Boaro   | Tinkoff-Saxo | 4h49'41" |
| 2    | Pierre Rolland  | Europcar     | s.t.     |
| 3    | Jonathan Hivert | Bretagne     | s.t.     |

| Pos. | Corridore            | Squadra       | Tempo     |
| ---- | -------------------- | ------------- | --------- |
| 1    | Manuele Boaro        | Tinkoff-Saxo  | 11h35'18" |
| 2    | Adriano Malori       | Movistar Team | a 3"      |
| 3    | Ramūnas Navardauskas | Cannondale    | a 5"      |

### 4ª tappa
- 10 aprile: Abbaye de l'Epau > Le Lude – 178,5 km

| Pos. | Corridore         | Squadra | Tempo    |
| ---- | ----------------- | ------- | -------- |
| 1    | Nacer Bouhanni    | Cofidis | 4h11'56" |
| 2    | Aleksey Tsatevich | Katusha | s.t.     |
| 3    | Samuel Dumoulin   | AG2R    | s.t.     |

| Pos. | Corridore            | Squadra       | Tempo     |
| ---- | -------------------- | ------------- | --------- |
| 1    | Ramūnas Navardauskas | Cannondale    | 15h47'13" |
| 2    | Manuele Boaro        | Tinkoff-Saxo  | a 1"      |
| 3    | Adriano Malori       | Movistar Team | a 4"      |

## Classifiche finali

### Classifica generale
| Pos. | Corridore            | Squadra                      | Tempo     |
| ---- | -------------------- | ---------------------------- | --------- |
| 1    | Ramūnas Navardauskas | Team Cannondale-Garmin       | 15h47'13" |
| 2    | Manuele Boaro        | Tinkoff-Saxo                 | a 1"      |
| 3    | Adriano Malori       | Movistar Team                | a 4"      |
| 4    | Tiago Machado        | Team Katusha                 | a 7"      |
| 5    | Nathan Haas          | Team Cannondale-Garmin       | a 9"      |
| 6    | Stephen Cummings     | MTN-Qhubeka                  | a 12"     |
| 7    | Jan Bakelants        | Ag2r-La Mondiale             | a 20"     |
| 8    | Arthur Vichot        | FDJ                          | a 21"     |
| 9    | Pierrick Fédrigo     | Bretagne-Séché Environnement | a 24"     |
| 10   | Aleksey Tsatevich    | Team Katusha                 | a 26"     |